# Coquillettidia pseudoconopas
Coquillettidia pseudoconopas är en tvåvingeart som först beskrevs av Theobald 1910.  Coquillettidia pseudoconopas ingår i släktet Coquillettidia och familjen stickmyggor. Inga underarter finns listade i Catalogue of Life.